# Caso Morgan v. Virginia
Morgan v. Virginia (1946), é um importante caso da Suprema Corte dos Estados Unidos. Nesta decisão histórica de 1946, a Suprema Corte dos EUA decidiu por 7 a 1 que uma lei estadual da Virgínia que impunha a segregação em ônibus interestaduais era inconstitucional.